# Bradysia breviallata
Bradysia breviallata är en tvåvingeart som beskrevs av Werner Mohrig och Menzel 1992. Bradysia breviallata ingår i släktet Bradysia och familjen sorgmyggor.
Artens utbredningsområde är Bulgarien. Inga underarter finns listade i Catalogue of Life.